# Sender Geislingen an der Steige
Der Sender Geislingen an der Stiege ist ein Sendemast auf dem Tegelberg in Geislingen an der Steige. Er versorgt die Region Geislingen sowie einige Stadtteile Göppingens mit Hörfunk.

## Frequenzen und Programme

### Analoger Hörfunk (UKW)
| Frequenz (MHz) | Programm               | Senderlogo | RDS PS            | RDS PI                | Regionalisierung | ERP (kW) | Antennendiagramm rund (ND)/gerichtet (D) | Polarisation horizontal (H)/vertikal (V) |
| -------------- | ---------------------- | ---------- | ----------------- | --------------------- | ---------------- | -------- | ---------------------------------------- | ---------------------------------------- |
| 87,7           | Deutschlandfunk Kultur |            | Dlf_Kult          | D220                  | –                | 0,2      | D (120°–250°)                            | H                                        |
| 104,7          | Die Neue 107.7         |            | DIE_NEUE _107.7__ | 150A (regional), 130A | Geislingen       | 0,1      | D (120°–250°)                            | H                                        |

### Analoges Fernsehen (PAL)
Vor der Umstellung auf DVB-T diente der Sendestandort auch für analoges Fernsehen:
| Kanal | Frequenz (MHz) | Programm                        | ERP (kW) | Sendediagramm rund (ND)/ gerichtet (D) | Polarisation horizontal (H)/ vertikal (V) |
| ----- | -------------- | ------------------------------- | -------- | -------------------------------------- | ----------------------------------------- |
| 32    | 559,25         | ZDF                             | 0,08     | D                                      | H                                         |
| 50    | 703,25         | SWR Fernsehen Baden-Württemberg | 0,08     | D                                      | H                                         |